# Kétszínű karcsúcincér
A kétszínű karcsúcincér (Pedostrangalia revestita) a cincérfélék családjába tartozó, Európában honos, lombos fákon élő bogárfaj. 

## Megjelenése
A kétszínű karcsúcincér testhossza 8-15 mm. Az előtor oldalai ívesek, elülső harmadánál tompa dudor látható rajtuk, hátsó pereme kiszélesedő. A szárnyfedők oldalvonalai folyamatosan keskenyedők. A kissé kékes fényű szárnyfedők és a mell, valamint a csápok feketék; feje, előtora, potroha és lábai sárgásvörösek (a lábszárak csücske és a lábfejek sötétek). Gyakori a sárgásvörös szárnyfedőjű színváltozat is. Feje a szemek előtt rövid és széles. Felszínének pontozása finom és elmosódott, a szárnyfedők pontjai kissé ráspolyszerűek. 

## Elterjedése és életmódja
Európában honos, az Ibériai-félszigettől Lengyelországig és Bulgáriáig. Magyarországon szórványosan sokhelyütt megtalálható a domb- és hegyvidékeken. 
A száraz és meleg élőhelyeket kedveli. Lárvája különféle élő lomblevelű fák (főleg tölgy, de bükk, gyertyán, szil, vadgesztenye stb. is) elhalt, korhadó ágaiban fejlődik (azok tövében, közel az élő kalluszszövethez). Galériái és bábkamrája jellegzetes, vöröses szálakkal van tele. Két-három évig fejlődik, majd tavasszal a fában bebábozódik. Az imágó május végétől augusztus elejéig rajzik. Nappal aktív, a fák nedvedző sérüléseit vagy a virágzó cserjéket látogatja.

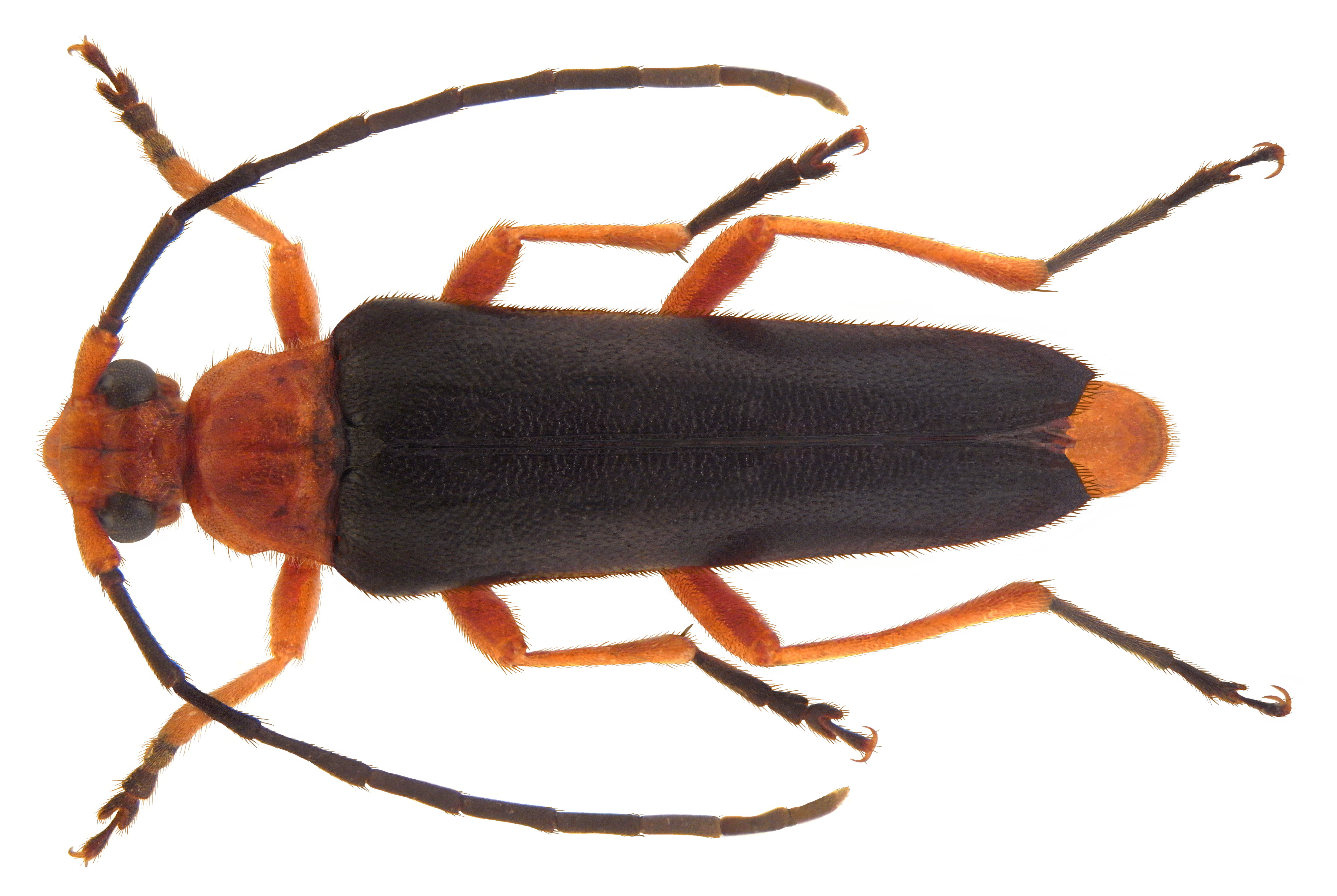
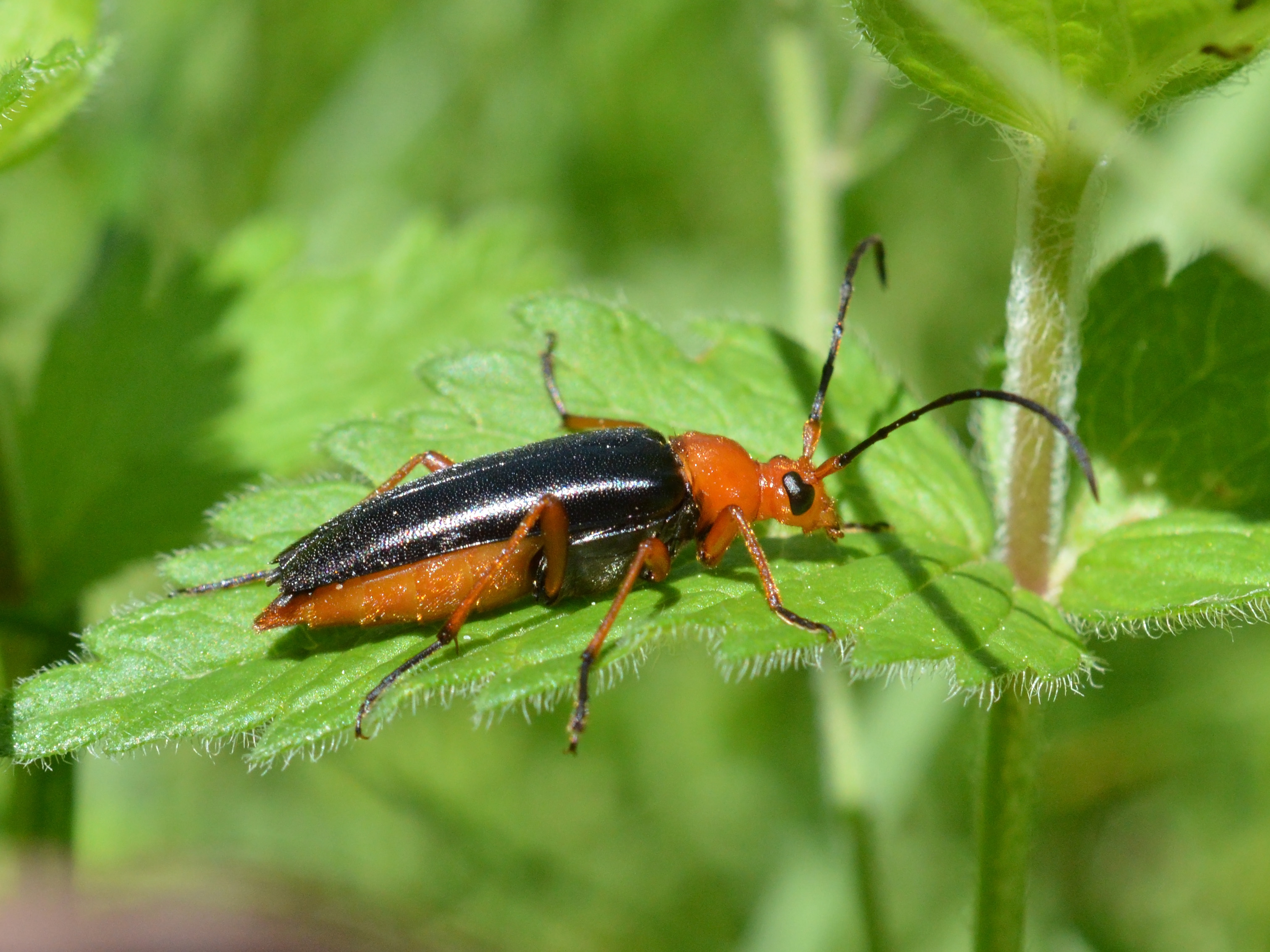
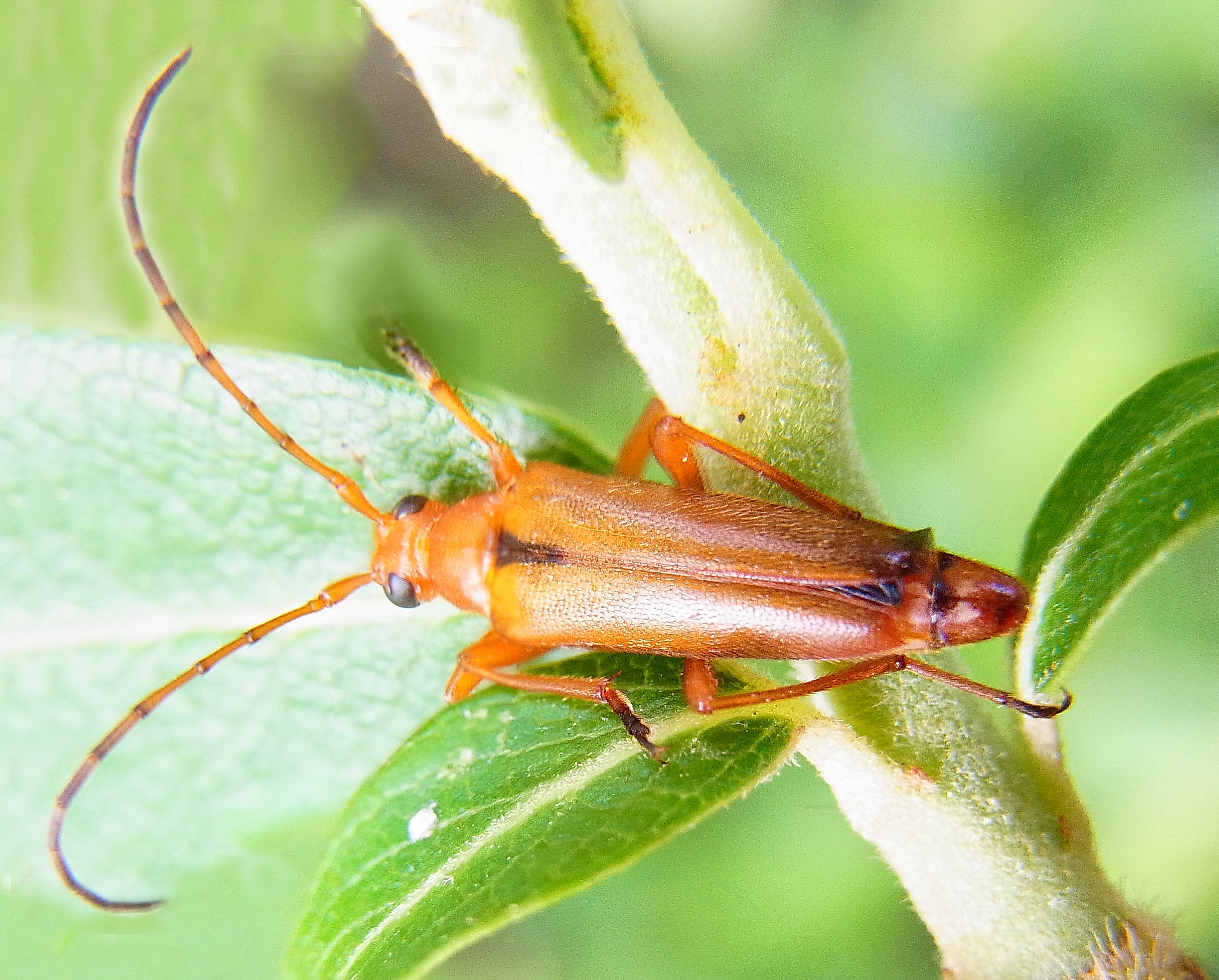

Magyarországon nem védett.